# Lega Nazionale A (hockey su pista femminile)
La Lega Nazionale A è la massima e unica divisione del campionato svizzero femminile di hockey su pista.

## Storia

### Denominazioni
- dal 1989: Lega Nazionale A

## Partecipanti stagione 2012-2013
- RHC Diessbach
- Montreux HC
- RHC Uri
- RSC Uttigen
- RHC Vordemwald

## Albo d'oro
- 2012 RHC Vordemwald
- 2011 RHC Friedlingen
- 2010 RHC Diessbach
- 2009 RHC Diessbach
- 2008 RHC Diessbach
- 2007 RHC Diessbach
- 2006 RHC Vordemwald
- 2005 RHC Vordemwald
- 2004 DRHC Bern
- 2003 RSC Uttigen
- 2002 DRHC Bern
- 2001 DRHC Bern
- 2000 RHC Diessbach
- 1999 DRHC Bern
- 1998 DRHC Bern
- 1997 Pully RHC
- 1996 Pully RHC
- 1995 DRHC Bern
- 1994 RHC Diessbach
- 1993 DRHC Bern
- 1992 DRHC Bern
- 1991 DRHC Bern
- 1990 DRHC Bern

### Vittorie per club
- 10 DRHC Bern
- 6 RHC Diessbach
- 3 RHC Vordemwald
- 2 Pully RHC
- 1 RSC Uttigen
- 1 RHC Friedlingen